# Heinrich II. von Burgau
Heinrich II. von Burgau († 20. Juli 1293/(94)) war von 1242 bis 1293/(94) Markgraf der Markgrafschaft Burgau aus dem Hause Berg-Burgau.

## Leben
Heinrich II. war der Sohn von Markgraf Heinrich I. von Burgau und dessen Ehefrau Adelheid, die wahrscheinlich eine Tochter des letzten Edlen von Schelklingen war. Nach dem Tod von Heinrich I. im Jahr 1242 wurde das Erbe unter den Söhnen geteilt. Ulrich, der Erstgeborene, erhielt die Stammlande des Hauses Berg westlich der Iller und die kleine Herrschaft Holzheim (nahe Neu-Ulm, zwischen Iller und Roth). Er trug künftig den Titel Graf von Berg(-Schelklingen). Heinrich II. bekam das Gebiet östlich der Roth mit Burgau und den Markgrafentitel. Dem Wappen und Siegel der Grafen von Berg fügte Heinrich für die abgegrenzte Markgrafschaft Burgau eine Lilie zu.
Markgraf Heinrich II. war betreffend nach Urkunden erfasster Lebens- und Regierungszeit sowie Robustheit eine Ausnahmeerscheinung. Die urkundliche Belegung eines Adeligen im Hochmittelalter über  62 Jahre mit einer Regierungszeit bis zum Alter von ca. 76/77 Jahren weckt primär den Verdacht, dass hier die Unterscheidung zweier Personen gleichen Namens Probleme bereitet. Allerdings wird Heinrich II. bei seiner ersten Erwähnung in einer Originalurkunde des Klosters Kaisheim von 1231 durch Mitnennung seines Vaters Heinrich und seines Bruders Ulrich eindeutig identifiziert. Zu seiner vorletzten Nennung in einer original erhaltenen Verkaufsurkunde an Bischof Wolfhart von Augsburg vom 5. April 1293 wird sein Nachfolger (Heinrich III. von Burgau) ausdrücklich als Sohn Heinrich seines Sohnes Heinrich mit angeführt. Die Regierungszeit bis ins Greisenalter ist durch den frühen Tod beider Söhne bedingt: Der Erstgeborene Heinrich wird letztmals 1278 bei einer Schenkung für das Kloster Söflingen genannt. Die Urkunde seines Vaters vom 1. April 1286 mit Erscheinen seines Sohnes Heinrich (III.)  weist auf seinen Tod hin. Der Sohn Witegow wird bei einem Vergleich mit dem Kloster St. Stephan in Augsburg am 10. Mai 1281 als verstorben bezeichnet.
Durch Heinrichs Ehe mit Adelheid von Alpeck  erfolgte eine bedeutende Gebietserweiterung der Markgrafschaft nach dem Aussterben dieses Hauses (ca. 1245). Weihnachten 1277 verbringt Heinrich auf Alpeck (heute: Albeck (Langenau)) und stellt dort am 24. Dezember eine Urkunde für das Kloster Urspring aus.
Bei den Auseinandersetzungen zwischen König Konrad IV. und den Gegenkönigen Heinrich Raspe und Wilhelm von Holland hielt er treu zu dem Staufer. Anlässlich dieser Streitigkeiten zwischen ca. 1246–1250 wird er in den Annalen des Klosters Neresheim, dessen Vögte die päpstlich gesinnten Grafen von Dillingen waren, unter den Klosterbrennern/Schädigern genannt. Nach Weihnachten 1250 war er mit König Konrad IV. in Regensburg, als dort im Kloster St. Emmeram der Mordanschlag auf den Staufer misslang. Markgraf Heinrich erscheint in der Urkunde vom  Januar 1251, mit der König Konrad die Konsequenzen für das Kloster nach dem Attentat festlegt. 1252 stimmt Heinrich II. mit seinem Bruder Ulrich der Schenkung ihrer Mutter Adelheid für das Kloster Kaisheim zum Seelenheil beider Eltern zu. Am 24. Oktober 1266 ist Heinrich II. in Augsburg am Hoflager des letzten Staufers, Herzog Konradin. Dieser vermacht den Herzögen Ludwig und Heinrich von Bayern für den Fall seines Todes ohne Erben alle seine Besitzungen. Bei seinem unglücklichen Italienzug  verpfändet er am 10. Januar 1268 in Verona seinem Onkel Herzog Ludwig von Bayern (dem Strengen) unter anderem die einträgliche Vogtei von Kirche/Bistum und Stadt Augsburg. Nach der Hinrichtung Konradins im Oktober 1268 in Neapel kam es zu langwierigen Auseinandersetzungen zwischen Herzog Ludwig von Bayern und den Augsburgern. Weder die Bürger noch Bischof Hartmann wollten eine Vogtei durch den Bayern dulden. Der Burgauer Markgraf stritt an führender Stelle für die Augsburger und siegelte am 9. März 1270 die Vergleichsurkunde zwischen den Parteien mit. Von 1271 bis 1281 sind wiederholt seine früh verstorbenen Söhne Heinrich und Witegow urkundlich erwähnt. In der Auseinandersetzung zwischen König Rudolf und Graf Eberhard von Württemberg steht Heinrich II. auf Seiten des Habsburgers und wird in der Sühneurkunde von Rudolf  nach der Niederlage Graf Eberhards genannt (Stuttgart, 10. Nov. 1286). Am 23. November 1288 ist König Rudolf Gast bei der Hochzeit seiner Nichte Margareta von Hohenberg in (Schwäbisch) Gmünd mit dem Enkel Heinrich (III.) von Markgraf Heinrich II. von Burgau.  Heinrich II. urkundet gesichert letztmals am 20. Juli 1293 zur Beendigung eines Streites um Güter in Binswangen. Am 3. Dezember 1294 urkundet der Enkel Heinrich III. von Burgau erstmals alleine mit Rat seines Onkels Ludwig von Öttingen für seinen Dienstmann Konrad den Halder. Markgraf Heinrich II. ist somit 1293/(94) verstorben, nach Aufzeichnungen des Wengenklosters in Ulm 1293. Bei zwei  Urkunden vom Frühjahr 1294 ist allerdings nicht sicher ob es sich  bereits um den Enkel oder Heinrich II. handelt.
Neben den beiden oben erwähnten Söhnen Heinrich (dieser wird wegen seines frühen Todes bei den regierenden Markgrafen nicht mitgezählt) und Witegow hatte Heinrich II. zwei Töchter: Adelheid hat Rudolf von Werdenberg(-Sargans) aus einem Seitenzweig der Grafen von Montfort geheiratet, der in einer Urkunde vom 29. Juni 1289 als Schwiegersohn von Heinrich (II.) erwähnt ist. 
Die Tochter Luitgart heiratete in erster Ehe  Herzog Ludwig II. von Teck (den Jüngeren). Heinrich II. nennt diesen in einer Verkaufsurkunde für einen Esslinger Bürger am 19. März 1280 seinen Schwiegersohn. Nach dessen frühem Tod ehelicht Luitgart den Grafen Konrad  von Grüningen-Landau, aus einem Zweig der Grafen von Württemberg. Diese Ehe wird durch  eine Verkaufsurkunde vom 14. Mai 1295 für die minderjährige Tochter Anna des Paares nach dem Tod von Luitgart belegt. (Als Vater der mit dem Grafen Berthold von Graisbach verheirateten Markgräfin Agnes von Burgau, urkundlich erwähnt 1305(?) und am 13. Mai 1306, kommt eher der Sohn Heinrich von Heinrich II. in Frage als dieser selbst.)